# Анн Л'Юйє
Анн Л'Юйє (16 серпня 1958 , Париж ) — французький фізик, професор атомної фізики Лундського університету.
Вона очолює групу атосекундної фізики, яка вивчає рух електронів у реальному часі, що використовується для розуміння хімічних реакцій на атомному рівні. У 2003 році вона та її група побили світовий рекорд, встановивши найкоротший лазерний імпульс тривалістю 170 аттосекунд.
Вона здобула декілька нагород з фізики: премію Вольфа з фізики у 2022 і Нобелівську премію з фізики у 2023 (спільно з П'єром Агостіні і Ференцем Краусом).

## Біографія
Л'Юйє здобула освіту та ступінь магістра теоретичної фізики та математики, та ступінь доктора філософії з експериментальної фізики у Центрі ядерних досліджень Сакла Комісаріату атомної енергетики Франції. Її дисертація була присвячена багаторазовій іонізації в лазерних полях високої інтенсивності.
З 1986 постійно працювала в Центрі ядерних досліджень Сакла. В 1992 році брала участь в експерименті в Лунді, де була встановлена одна з перших в Європі титан-сапфірових твердотільних лазерних систем для фемтосекундних імпульсів. В 1994 році переїхала до Швеції, де працювала в університеті Лунда як викладач з 1995 та професор з 1997.
Очолює групу аттосекундної фізики, яка вивчає рух електронів у режимі реального часу, який використовується для розуміння хімієсекундних фізичних реакцій на атомному рівні.
В 2003 році вона та її група побили світовий рекорд з найменшим лазерним імпульсом у 170 аттосекунд.

## Нагороди та визнання
- 1997: член Американського фізичного товариства
- 1998: премія Йорана Густафссона з фізики;
- 2003: премія Юліуса Шпрінгера;
- 2004: член Шведської академії наук[17];
- 2007—2015: член Нобелівського комітету з фізики[12];
- 2011: премія L'Oréal — ЮНЕСКО «Для жінок у науці»;
- 2013:
  - премія Карла Цайса;
  - медаль Блеза Паскаля[de];
  - почесний доктор Університету П'єра та Марії Кюрі[13];
- 2014: відзнака Еммі Нетер для жінок у фізиці;
- 2015: почесний доктор Єнського університету;
- 2018: іноземний член Національної академії науку США;
- 2019: премія за фундаментальні аспекти квантової електроніки та оптики, Європейське фізичне товариство;
- 2021:
  - Премія Макса Борна, Оптичне товариство[18];
  - членом-кореспондент Австрійської академії наук[19]
- 2022:
  - премія Вольфа з фізики[20];
  - BBVA Foundation Frontiers of Knowledge Awards;
- 2023: Нобелівську премію з фізики (спільно з П'єром Агостіні і Ференцем Краусом)[11]
- член Оптичного товариства[21]

## Доробок
- Ferray, M; L'Huillier, A; Li, XF; Lompre, LA; Mainfray, G; Manus, C (1988). Multiple-harmonic conversion of 1064 nm radiation in rare gases. J. Phys. B: At. Mol. Opt. Phys. 21 (3): L31. Bibcode:1988JPhB...21L..31F. doi:10.1088/0953-4075/21/3/001.